# Liste der Baudenkmäler in Windsbach
Auf dieser Seite sind die Baudenkmäler in der mittelfränkischen Stadt Windsbach zusammengestellt. Diese Tabelle ist eine Teilliste der Liste der Baudenkmäler in Bayern. Grundlage ist die Bayerische Denkmalliste, die auf Basis des Bayerischen Denkmalschutzgesetzes vom 1. Oktober 1973 erstmals erstellt wurde und seither durch das Bayerische Landesamt für Denkmalpflege geführt wird. Die folgenden Angaben ersetzen nicht die rechtsverbindliche Auskunft der Denkmalschutzbehörde.

## Ensemble Altstadt Windsbach
Das Ensemble umfasst die ummauerte, kleine zweitorige Stadtanlage des 13. Jahrhunderts samt Platz und Brücke vor dem Flusstor, an der vorher schon mit Burg und Kirchenbefestigung besetzten Rezatfurt. Die Anlage ist dem benachbarten Wolframs-Eschenbach nahe verwandt: Eine von Tor zu Tor ziehende Hauptstraße wird begleitet von je einer parallel verlaufenden Nebenstraße. Der Befestigungsring umschließt die ehemalige Kirchenburg sowie den burgartigen Edelsitz der Grafen von Oettingen bzw. ihrer Lehensleute, der Herren von Windsbach. Während Wolframs-Eschenbach geprägt wurde durch den Deutschen Orden, kam Windsbach gegen Ende des 13. Jahrhunderts an die Nürnberger Burggrafen und wurde weitergeformt als markgräfliche Landstadt mit Sitz eines Amtmanns, dominiert von dem Bergfried der ehemaligen Burg, der als Wacht- und Stadtturm zum Wahrzeichen wurde. Wie in Wolframs-Eschenbach besitzt die Hauptstraße zwischen Oberem Tor und ehemalige Burg einen marktartig breiten Teil mit repräsentativen zweigeschossigen giebelseitigen Bürgerhäusern, städtebaulich sehr wirkungsvoll beherrscht von der barocken Fassade des als Nachfolger der Burg errichteten markgräflichen Oberamts (Hauptstraße 13). Die Bürgerhäuser stehen auf gleichmäßig breiten und sehr tiefen Grundstücksparzellen, sie besitzen ausgedehnte, landwirtschaftlich und gewerblich genutzte Rückgebäude, die – das ist in Windsbach besonders ausgeprägt erhalten – ihre Zufahrt von der rückwärtigen Nebengasse aus haben, wo Scheunen die Rückfronten bilden. Die der Stadtmauer zugewandte Seite der Nebengassen ist jeweils besetzt von locker gestreuten bäuerlichen Anwesen oder Gartengrund.
Die ehemalige Kirchenburg zeichnet sich noch ab in einem rechteckigen Platz, der die Kirche allseits umschließt.
Die Stadtmauer ist trotz zahlreicher Durchbrüche noch bis ca. 3 m Höhe erhalten, der Graben aufgefüllt, mit Gärten und teilweise mit locker gestreuten Wohngebäuden besetzt. Trotzdem bleibt der Grabenbereich als städtebaulich wirksame Randzone der Altstadt wichtig.

Teil des Ensembles ist die Platzsituation an der Flussfront vor dem Unteren Tor mit der monumentalen Quaderbrücke des 18. Jahrhunderts und ihren Kopfbauten, auf die eine schnurgerade Zufahrtsstraße des 18. Jahrhunderts hinführt. Aktennummer: E-5-71-226-1.

## Stadtbefestigung
Die Stadtbefestigung entstammt dem 13./14. Jahrhundert. Die erhaltenen Teile der Ringmauer sind aus Quader- und Bruchsteinmauerwerk gefertigt. Sie hat zahlreiche Durchbrüchen und Fehlstellen und ist noch bis in ca. drei Meter Höhe aufrecht. Zwei Tore sind erhalten. Aktennummer D-5-71-226-1.
- Oberes oder Schwabacher Tor (Hauptstraße 30 Lage), Torturm mit Dreiecksgiebel und Laterne, mit Putzgliederung, Ecklisenen und geschossgliedernden Elementen, Umgestaltung 1728/30, mit Ausstattung (D-5-71-226-24)
- Ringmauerabschnitte vom Oberen Tor zum erneuerten Unteren Tor bei Kolbenstraße 52 (Lage), 50 (Lage), 48 (Lage), 46 (Lage), 38 (Lage), 26 (Lage), 18 (Lage), 10 (Lage), 8 (Lage), 6 (Lage), 4 (Lage), 2a (Lage), 2 (Lage)
- Ringmauerabschnitte erneuerten Unteren Tor zum Oberen Tor bei Ansbacher Straße 2 (Lage), Hauptstraße 3 (Lage), 5 (Lage), Burggasse 4 (Lage), Ansbacher Straße 28 (Lage) (Lage), Bahnhofstraße 13 (Lage), Hintere Gasse 5 (Lage), 7 (Lage), 9 (Lage), 13 (Lage), 21 (Lage)

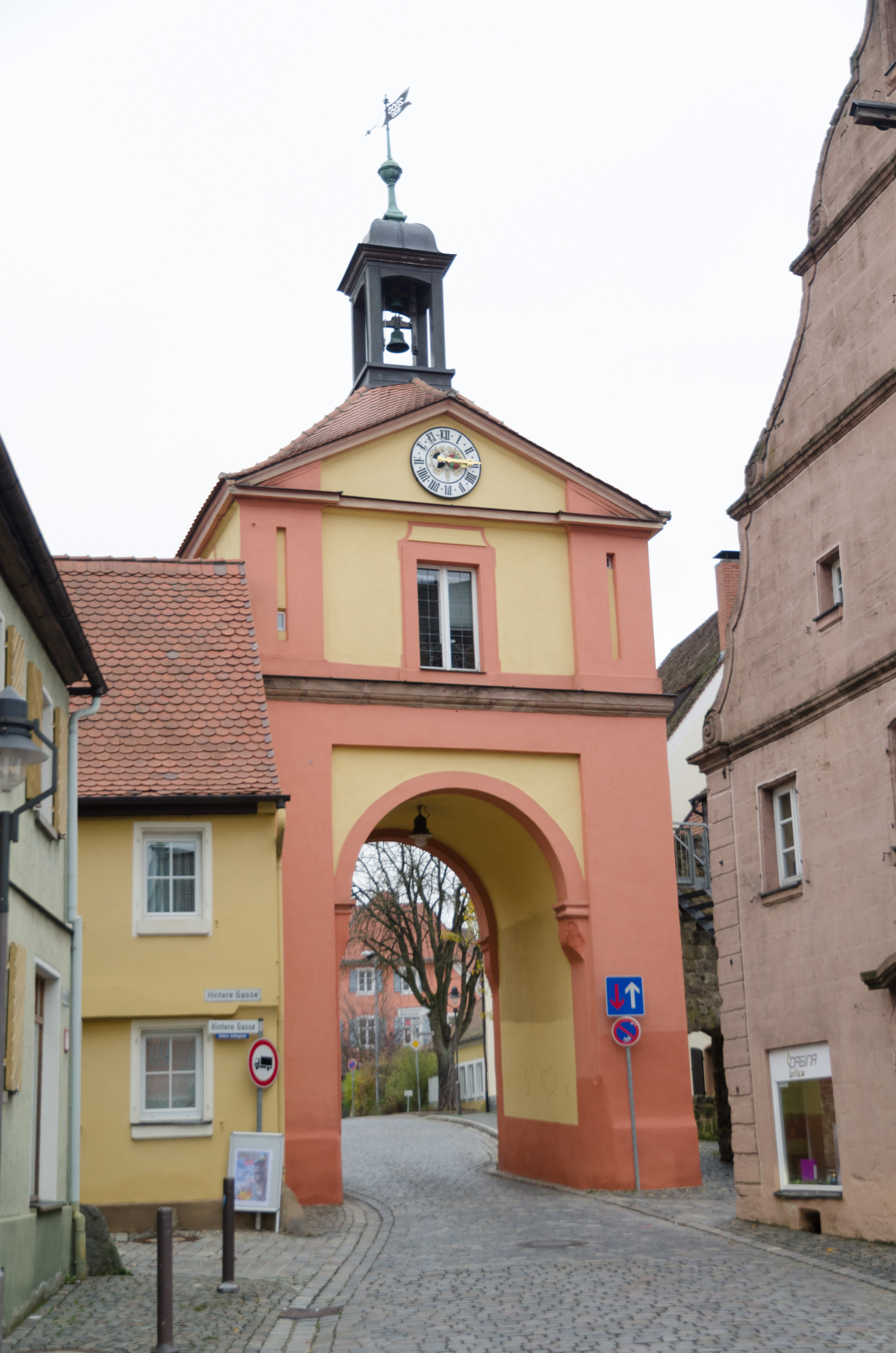
Oberes Tor, Stadtseite weitere Bilder
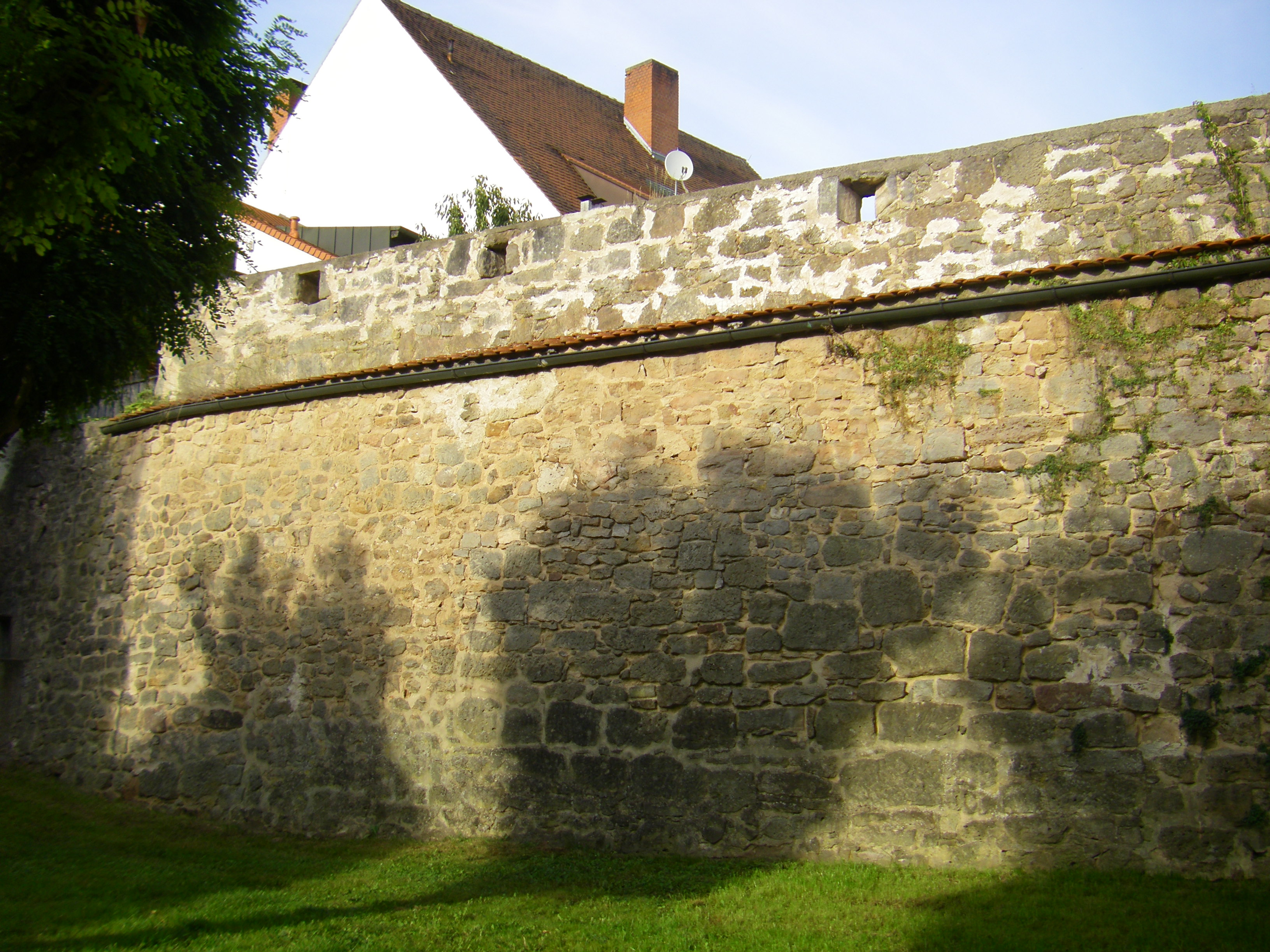
Stadtmauer Kolbenstraße 50, Stadtseite weitere Bilder

## Baudenkmäler nach Gemeindeteilen

### Windsbach
| Lage                                                                             | Objekt                                                  | Beschreibung | Akten-Nr.     | Bild                  |
| -------------------------------------------------------------------------------- | ------------------------------------------------------- | --- | ------------- | --------------------- |
| An der Markgrafenbrücke (Standort)                                               | Brücke                                                  | Markgrafenbrücke über die Rezat, Sandsteinquaderbau, 1790/92 | D-5-71-226-53 | weitere Bilder        |
| Burggasse 1 (Standort)                                                           | Wohn- und Gasthaus                                      | Zweigeschossiger Satteldachbau, Fachwerkobergeschoss verputzt, 17.–19. Jahrhundert; vgl. Burg | D-5-71-226-7  | weitere Bilder        |
| Denkmalstraße (Standort)                                                         | Kriegerdenkmal                                          | Sich nach oben verjüngender Pfeiler mit Reliefs und figurenbekrönten Risaliten, Hügelterrassen, nach Entwurf von Walter Franke, 1922; nördlich der Stadt in Hain | D-5-71-226-52 | weitere Bilder        |
| Hauptstraße 4 (Standort)                                                         | Bürgerhaus und ehemaliges Bäckerhaus                    | Zweigeschossiger Satteldachbau in Ecklage, mit Putzgliederung und rustizierten Ecklisenen, 18. Jahrhundert, mit Hausfigur und ansbachischem Wappenstein | D-5-71-226-36 | weitere Bilder        |
| Hauptstraße 5 (Standort)                                                         | Gasthaus Stern                                          | Zweigeschossiger giebelständiger Satteldachbau, Obergeschoss und Giebel Fachwerk, 17. Jahrhundert | D-5-71-226-10 | weitere Bilder        |
| Hauptstraße 6 (Standort)                                                         | Wohn- und Geschäftshaus                                 | Zweigeschossiger, dreiseitig freistehender Giebelbau mit Satteldach und Ecklisenen, im Kern 18. Jahrhundert | D-5-71-226-11 | weitere Bilder        |
| Hauptstraße 9, Burgstraße 5 (Standort)                                           | Anlage der ehemaligen Burg Windsbach                    | 12./13. Jahrhundert, Terrassenartig hochgemauerten Böschungen, teilweise heute Wohnhäuser mit Gärten; zugehörig zu Hauptstraße 7, 9, 11, 13, Burggasse 1, 2, 5 | D-5-71-226-2  | BW                    |
| Hauptstraße 9 (Standort)                                                         | Ehemaliger Bergfried, heute Stadtturm                   | quadratisch, Quadermauerwerk, wohl 13. Jahrhundert, Obergeschosse 17./18. Jahrhundert, mit Anbauten des 18. Jahrhunderts | D-5-71-226-2  | weitere Bilder        |
| Hauptstraße 10 (Standort)                                                        | Wohnhaus                                                | Zweigeschossiger Walmdachbau, teilweise Fachwerk, mit Geschossgliederung, 1812 | D-5-71-226-12 | weitere Bilder        |
| Hauptstraße 10 (Standort)                                                        | Rückgebäude                                             | Zweigeschossiger Satteldachbau mit Fachwerkobergeschoss, gleichzeitig | D-5-71-226-12 | weitere Bilder        |
| Hauptstraße 13 (Standort)                                                        | Ehemaliges markgräfliches Amtshaus, später Postamt      | Zweigeschossiger Walmdachbau über hohem Sockelgeschoss, mit Putzgliederung und rustizierten Ecklisenen, mit Hofgebäude, Walmdachbau, 1736/37; vgl. Burg | D-5-71-226-14 | weitere Bilder        |
| Hauptstraße 14 (Standort)                                                        | Bürgerhaus                                              | Zweigeschossiger giebelständiger Satteldachbau mit Geschossgliederung, teilweise Fachwerk, im Kern um 1651 (dendrochronologisch datiert), Erneuerung des Straßengiebels bezeichnet 1845, kleinere Veränderungen im letzten Drittel des 19. und im frühen 20. Jahrhundert                                                | D-5-71-226-15 | weitere Bilder        |
| Hauptstraße 14 (Standort)                                                        | Nebengebäude                                            | Mit Hopfenboden, zweigeschossiger Satteldachbau, Sandsteinquader, bezeichnet „1864“ | D-5-71-226-15 | BW                    |
| Hauptstraße 15 (Standort)                                                        | Rathaus                                                 | Dreigeschossiger Walmdachbau, Putz- und Hausteingliederungen, mit rustizierten Ecklisenen 1749; mit Ausstattung | D-5-71-226-16 | weitere Bilder        |
| Hauptstraße 16 (Standort)                                                        | Gasthaus Goldene Krone                                  | Zweigeschossiger giebelständiger Satteldachbau, rückseitig Fachwerk, mit Geschossgliederungen und Ecklisenen, 1712 (dendrochronologisch datiert), mit Ausleger, 18. Jahrhundert komplette Erneuerung der Hauptfassade Mitte 19. Jahrhundert Einbau eines kleinen Ladens um 1900, Umnutzung als Gastwirtschaft nach 1964 | D-5-71-226-17 | weitere Bilder        |
| Hauptstraße 16 (Standort)                                                        | Rückgebäude                                             | Scheune, zweigeschossiger Satteldachbau, Fachwerk, 17./18. Jahrhundert | D-5-71-226-17 | weitere Bilder        |
| Hauptstraße 18 (Standort)                                                        | Bürgerhaus                                              | Zweigeschossiger Satteldachbau in Ecklage, im Kern Fachwerk, mit Geschossgliederungen und Ecklisenen, 18./19. Jahrhundert | D-5-71-226-18 | BW                    |
| Hauptstraße 19 (Standort)                                                        | Gasthaus zur Sonne                                      | Zweigeschossiger giebelständiger Satteldachbau, Obergeschoss und Giebel mit reichem Zierfachwerk, mit polygonalem Fachwerkerker, 16./17. Jahrhundert, mit traufseitigem Anbau, Obergeschoss Fachwerk, 17./18. Jahrhundert, mit Ausleger, 18. Jahrhundert                                                                | D-5-71-226-19 | weitere Bilder        |
| Hauptstraße 24 (Standort)                                                        | Bürgerhaus, Apotheke                                    | Zweigeschossiger giebelständiger Satteldachbau, Giebel mit Zierelementen, mit Putzgliederung, ornamentierten Eckpilastern und geschossgliedernden Elementen, 18. Jahrhundert | D-5-71-226-20 | weitere Bilder        |
| Hauptstraße; vor Nr. 25, 27 (Standort)                                           | Brunnen                                                 | Gusseisen, ornamentiert, bezeichnet „1889“ | D-5-71-226-25 | weitere Bilder        |
| Hauptstraße 25 (Standort)                                                        | Wohnhaus                                                | Zweigeschossiger giebelständiger Satteldachbau, Fachwerk, Erdgeschoss teilweise massiv, 18./19. Jahrhundert | D-5-71-226-21 | weitere Bilder        |
| Hauptstraße 27 (Standort)                                                        | Ehemalige Posthalterei                                  | Zweigeschossiger giebelständiger Satteldachbau, Obergeschoss und Giebel Fachwerk, um 1550, Veränderungen um 1700 | D-5-71-226-22 | weitere Bilder        |
| Hauptstraße 28 (Standort)                                                        | Gasthaus                                                | Zweigeschossiger giebelständiger Satteldachbau, Hausteinbau, Natursteinfassade mit reich gegliedertem Volutengiebel und rustizierten Ecklisenen, 1787 | D-5-71-226-23 | weitere Bilder        |
| Hauptstraße 28 (Standort)                                                        | Rückgebäude                                             | Zweigeschossiger Satteldachbau, 19. Jahrhundert | D-5-71-226-23 | BW                    |
| Heinrich-Brandt-Straße 8 (Standort)                                              | Ehemaliges Pfarrhaus                                    | Zweigeschossiger traufständiger Satteldachbau mit Halbwalmdach, massiv, mit Zwerchhaus, Putz- und Geschossgliederungen, mit Ecklisenen, um 1801 | D-5-71-226-28 | weitere Bilder        |
| Heinrich-Brandt-Straße 8 (Standort)                                              | Nebengebäude                                            | Eingeschossiger Satteldachbau mit Fachwerkgiebel, 19. Jahrhundert | D-5-71-226-28 | BW                    |
| Heinrich-Brandt-Straße 18, im Garten des ehemaligen Pfarrwaisenhauses (Standort) | Bildstock                                               | Mit Kreuzigungsrelief, 18. Jahrhundert | D-5-71-226-50 | weitere Bilder        |
| Heilsbronner Straße 2 (Standort)                                                 | Wohngebäude                                             | Zweigeschossiger Satteldachbau in Ecklage, mit Natursteingliederung und spätklassizistischen Elementen, um 1860/70 | D-5-71-226-26 | weitere Bilder        |
| Hintere Gasse 13 (Standort)                                                      | Wohnhaus                                                | Zweigeschossiges Gebäude mit Walmdach, 18./19. Jahrhundert | D-5-71-226-30 | BW                    |
| Hintere Gasse 21 (Standort)                                                      | Wohnhaus                                                | Zweigeschossiger Satteldachbau in Ecklage, mit vorkragendem Fachwerkobergeschoss, verputzt, an das Obere Tor gelehnt, 17./18. Jahrhundert | D-5-71-226-32 | weitere Bilder        |
| Kirchplatz 1 (Standort)                                                          | Evangelisch-lutherische Stadtpfarrkirche St. Margaretha | Chorturmkirche, Turmunterbau mittelalterlich, Neubau unter Baudirektion von Carl Friedrich von Zocha nach Plänen von Johann David Steingruber, mit Lisenengliederung, Turm mit Kuppelhaube, 1728/30; mit Ausstattung | D-5-71-226-33 | weitere Bilder        |
| Kirchplatz 2 (Standort)                                                          | Ehemalige Schule                                        | Zweigeschossiger breitgelagerter Walmdachbau, mit Geschossgliederung, 18./19. Jahrhundert | D-5-71-226-34 | weitere Bilder        |
| Kirchplatz 3 (Standort)                                                          | Wohnhaus                                                | Zweigeschossiger Traufseitbau mit Satteldach, im Süden zweigeschossiger Seitenrisalit mit Fachwerkobergeschoss und -giebel, im Kern 18. Jahrhundert | D-5-71-226-35 | Wohnhaus              |
| Kolbenstraße 2 (Standort)                                                        | Wohngebäude                                             | Eckhaus beim Unteren Tor, dreigeschossiger Satteldachbau, mit Fachwerkobergeschoss, 17./18. Jahrhundert | D-5-71-226-37 | weitere Bilder        |
| Kolbenstraße 2 a (Standort)                                                      | Rückgebäude                                             | Zweigeschossiger Satteldachbau mit Fachwerkobergeschoss, 18. Jahrhundert | D-5-71-226-37 | weitere Bilder        |
| Kolbenstraße 6 (Standort)                                                        | Getreidekasten                                          | Zweigeschossiger Satteldachbau, Obergeschoss und Giebel Fachwerk, 16./17. Jahrhundert, 1907 Umbau zu Feuerwehrhaus | D-5-71-226-38 | Getreidekasten        |
| Kolbenstraße 8 (Standort)                                                        | Pfarrhaus                                               | Zweigeschossiger Satteldachbau, Fachwerk, 1694 | D-5-71-226-39 | weitere Bilder        |
| Kolbenstraße 50 (Standort)                                                       | Forstamt mit Nebengebäude                               | Wildhüterhaus und Forstamt, zweigeschossiges Gebäude mit Halbwalmdach, mit Putzgliederung und rustizierten Ecklisenen, 1754/55 | D-5-71-226-43 | weitere Bilder        |
| Kolbenstraße 50 a (Standort)                                                     | Nebengebäude                                            | Eingeschossiger Satteldachbau, Bruchstein und Natursteinquader, mit Fachwerkgiebel, um 1800 | D-5-71-226-43 | weitere Bilder        |
| Kolbenstraße 52 (Standort)                                                       | Ehemalige Synagoge und Mikwe                            | Zweigeschossiger Satteldachbau in Ecklage, mit vorkragendem Fachwerkobergeschoss, beim Oberen Tor, 17./18. Jahrhundert | D-5-71-226-44 | weitere Bilder        |
| Obere Vorstadt 27 (Standort)                                                     | Ehemalige Wassermühle                                   | Zweigeschossiges Gebäude mit Walmdach, mit angeschlossenem zweigeschossigem Satteldachbau, mit Ecklisenen, 18. Jahrhundert | D-5-71-226-45 | Ehemalige Wassermühle |
| Retzendorfer Straße 12 (Standort)                                                | Evangelisch-lutherische Gottesackerkirche               | Rechteckiger Saalbau mit Dachreiter, Sakristei, mit Lisenengliederung, Neubau von 1702/03, renoviert 1762; mit Ausstattung | D-5-71-226-48 | weitere Bilder        |
| Retzendorfer Straße 12 (Standort)                                                | Friedhof                                                | Anlage von 1556 und 1590, mit Grabsteinen des 18.–20. Jahrhunderts und Gusseisenkruzifix, neugotisch mit Sockel, 1890 | D-5-71-226-48 | weitere Bilder        |
| Retzendorfer Straße 14 (Standort)                                                | Leichenhaus                                             | Walmdachbau mit Vorhalle, um 1920/30 | D-5-71-226-48 | Leichenhaus           |
| Retzendorfer Straße 12 (Standort)                                                | Gruftkapelle                                            | Familie Heuber, Sandsteinquader, Walmdach, um 1760 | D-5-71-226-48 | Gruftkapelle          |
| Retzendorfer Straße 12 (Standort)                                                | Friedhofshaus                                           | Eingeschossiger Walmdachbau, um 1800 | D-5-71-226-48 | BW                    |
| Retzendorfer Straße 12 (Standort)                                                | Ummauerung                                              | 16. Jahrhundert | D-5-71-226-48 | BW                    |
| Ritter-von-Hellberg-Straße 35, am Weg zur Gottesruhkapelle (Standort)            | Bildstock                                               | Sandsteinpfeiler, 18. Jahrhundert, renoviert 1879 | D-5-71-226-49 | Bildstock             |
| Wolframs-Eschenbacher-Straße 1, am Weg zur Gottesruhkapelle (Standort)           | Bildstock                                               | Sandsteinpfeiler, 18. Jahrhundert, renoviert 1879 | D-5-71-226-49 | Bildstock             |
| Wolframs-Eschenbacher-Straße 42 (Standort)                                       | Evangelisch-lutherische Gottesruhkapelle St. Stephan    | Saalbau mit Chorturm, Turmuntergeschoss Mitte 14. Jahrhundert, Kapelle Neubau von 1440; mit Ausstattung | D-5-71-226-51 | weitere Bilder        |

### Bertholdsdorf
| Lage                        | Objekt                                                       | Beschreibung | Akten-Nr.     | Bild           |
| --------------------------- | ------------------------------------------------------------ | --- | ------------- | -------------- |
| Bertholdsdorf 23 (Standort) | Wohnstallhaus                                                | Eingeschossiger massiver Bau mit Steildach, 1857, angeblich ehemaliges Badehaus, später Schmiede, kleiner eingeschossiger Satteldachbau, Fachwerk mit Vordach, wohl frühes 19. Jahrhundert                       | D-5-71-226-58 | weitere Bilder |
| Bertholdsdorf 45 (Standort) | Ehemaliger Schlossbrunnen, sogenannter Schulbrunnen          | Brunnenschacht aus Quadersteinen, wohl 15./16. Jahrhundert | D-5-71-226-59 | weitere Bilder |
| Bertholdsdorf 47 (Standort) | Pfarrhaus                                                    | 1734 von Johann David Steingruber an Stelle und aus dem Material der ehemaligen Burg. Zweigeschossiger Bau mit einachsigem Mittelrisalit und Walmdach; Stichbogenportal mit leicht geschwungener Bügelverdachung | D-5-71-226-56 | weitere Bilder |
| In Bertholdsdorf (Standort) | Evangelisch-lutherische Pfarrkirche St. Georg                | Chorturmkirche, Sandsteinquaderbau, Turm wohl nach 1479, Langhaus 1877/80; mit Ausstattung | D-5-71-226-54 | weitere Bilder |
| In Bertholdsdorf (Standort) | Kirchhofmauer mit Teilen der ehemaligen Befestigung der Burg | Im Kern mittelalterlich | D-5-71-226-54 | weitere Bilder |

### Brunn
| Lage                                               | Objekt     | Beschreibung                                  | Akten-Nr.     | Bild           |
| -------------------------------------------------- | ---------- | --------------------------------------------- | ------------- | -------------- |
| Brunn 3 (Standort)                                 | Backofen   | Sandsteinquadern, 19. Jahrhundert             | D-5-71-226-60 | BW             |
| In Brunn (Standort)                                | Backofen   | Zugehörig, 19. Jahrhundert                    | D-5-71-226-61 | Backofen       |
| Im Obern Grund, am Weg nach Kettersbach (Standort) | Steinkreuz | Mittelalterlich, mit eingeritzter Darstellung | D-5-71-226-63 | weitere Bilder |

### Elpersdorf bei Windsbach
| Lage                     | Objekt        | Beschreibung                                                                                            | Akten-Nr.     | Bild          |
| ------------------------ | ------------- | --- | ------------- | ------------- |
| Elpersdorf 12 (Standort) | Wohnstallhaus | Eingeschossiger Bau mit Steildach, verputzter Fachwerkgiebel, 17./18. Jahrhundert                       | D-5-71-226-64 | Wohnstallhaus |
| Elpersdorf 12 (Standort) | Scheune       | Eingeschossiger Satteldachbau, mit Fachwerkteilen, wohl 18. Jahrhundert, Erweiterung im 19. Jahrhundert | D-5-71-226-64 | BW            |
| Elpersdorf 12 (Standort) | Hofmauer      | Erhaltene Teile, 18./19. Jahrhundert                                                                    | D-5-71-226-64 | BW            |

### Hergersbach
| Lage                      | Objekt            | Beschreibung                                                                | Akten-Nr.     | Bild           |
| ------------------------- | ----------------- | --------------------------------------------------------------------------- | ------------- | -------------- |
| Hergersbach 3 (Standort)  | Wohnstallhaus     | Eingeschossiges massives Wohnstallhaus, erste Hälfte 19. Jahrhundert        | D-5-71-226-66 | Wohnstallhaus  |
| In Hergersbach (Standort) | Feuerwehrhäuschen | Eingeschossiger massiver Satteldachbau mit Dachreiter, Kriegerdenkmal, 1909 | D-5-71-226-65 | weitere Bilder |

### Kettersbach
| Lage                      | Objekt  | Beschreibung                                                                     | Akten-Nr.     | Bild           |
| ------------------------- | ------- | -------------------------------------------------------------------------------- | ------------- | -------------- |
| Kettersbach 10 (Standort) | Kapelle | Kleine massive Ädikula mit Satteldachabschluss, 18. Jahrhundert; mit Ausstattung | D-5-71-226-67 | weitere Bilder |

### Leipersloh
| Lage                                | Objekt                                     | Beschreibung                                                                                                 | Akten-Nr.     | Bild                                       |
| ----------------------------------- | ------------------------------------------ | --- | ------------- | ------------------------------------------ |
| Leipersloh 2 (Standort)             | Wohnstallhaus                              | Eingeschossiger Steildachbau, Quadermauerwerk, Fachwerkgiebel verputzt, mit Hopfenboden, 17./18. Jahrhundert | D-5-71-226-71 | weitere Bilder                             |
| Leipersloh 2 (Standort)             | Kleines Backhaus                           | Sandsteinquaderbau mit Satteldach, wohl 19. Jahrhundert                                                      | D-5-71-226-71 | weitere Bilder                             |
| In Leipersloh (Standort)            | Kapelle                                    | Massiver Satteldachbau mit Dachreiter, 1864 erbaut; mit Ausstattung                                          | D-5-71-226-70 | weitere Bilder                             |
| Leipersloh 5 (Standort)             | Bürgerzentrum, ehemaliges Gemeindehäuschen | Eingeschossiges Gebäude mit Steildach, massiv, spätes 18. Jahrhundert                                        | D-5-71-226-72 | Bürgerzentrum, ehemaliges Gemeindehäuschen |
| Leipersloh 10, im Garten (Standort) | Gusseisenkruzifixus                        | Vergoldet, auf profiliertem Steinsockel, Mitte 19. Jahrhundert                                               | D-5-71-226-73 | Gusseisenkruzifixus                        |

### Neuses bei Windsbach
| Lage                 | Objekt                    | Beschreibung                                                                              | Akten-Nr.     | Bild                      |
| -------------------- | ------------------------- | ----------------------------------------------------------------------------------------- | ------------- | ------------------------- |
| Neuses 40 (Standort) | Wohnstallhaus mit Scheune | Eingeschossiger Satteldachbau, mit Fachwerkgiebel, 18. Jahrhundert, Quergiebelausbau 1815 | D-5-71-226-74 | Wohnstallhaus mit Scheune |

### Retzendorf
| Lage                                | Objekt                                  | Beschreibung | Akten-Nr.      | Bild                                    |
| ----------------------------------- | --------------------------------------- | --- | -------------- | --------------------------------------- |
| Retzendorf 12 (Standort)            | Ehemaliges Hopfenbauernhaus mit Scheune | Eingeschossiges Gebäude mit Steildach, mit Quergiebel, 18./19. Jahrhundert | D-5-71-226-75  | Ehemaliges Hopfenbauernhaus mit Scheune |
| Retzendorf in Retzendorf (Standort) | Städtisches Freibad, sog. Waldstrandbad | weiträumige Badeanlage mit Liegewiese und flankierenden Baumreihen, von Albrecht Gebauer, 1938; Wasserbecken, rechteckiges, zur Mitte hin abfallendes Betonbecken mit Sprungturm und Wasserrutsche aus Eisenbeton, sechs Startblöcken aus Beton und Duschbrausen, gleichzeitig; Wasservorwärme-Anlage, zwei rechteckige, flache Wasserbecken mit Steinquadereinfassung und kubusförmigen Steinquaderbau mit Filteranlage, gleichzeitig; Auskleidehalle, langgestreckter, hölzerner Walmdachbau mit Einzel- und Sammelkabinen sowie Kassenbereich, gleichzeitig. | D-5-71-226-176 | BW                                      |

### Sauernheim
| Lage                     | Objekt                               | Beschreibung | Akten-Nr.     | Bild                                 |
| ------------------------ | ------------------------------------ | --- | ------------- | ------------------------------------ |
| Sauernheim 57 (Standort) | Ehemaliges Wohnstallhaus mit Scheune | Eingeschossiger massiver Bau mit Steildach, um 1800 Scheune, eingeschossiges Gebäude mit Krüppelwalmdach, Fachwerk, wohl gleichzeitig. | D-5-71-226-76 | Ehemaliges Wohnstallhaus mit Scheune |

### Speckheim
| Lage                   | Objekt          | Beschreibung                                                                | Akten-Nr.     | Bild |
| ---------------------- | --------------- | --------------------------------------------------------------------------- | ------------- | ---- |
| Speckheim 6 (Standort) | Ehemalige Mühle | Zweigeschossiger massiver Satteldachbau, mit einfacher Putzgliederung, 1851 | D-5-71-226-77 | BW   |

### Suddersdorf
| Lage                                           | Objekt        | Beschreibung                                                              | Akten-Nr.              | Bild           |
| ---------------------------------------------- | ------------- | ------------------------------------------------------------------------- | ---------------------- | -------------- |
| Kreisstraße AN 28, in der Ortsmitte (Standort) | Steinkreuz    | Sandstein, neuzeitlich                                                    | D-5-71-226-79 Wikidata | weitere Bilder |
| Suddersdorf 18 (Standort)                      | Wohnstallhaus | Eingeschossiger Satteldachbau, mit Fachwerkgiebel, spätes 18. Jahrhundert | D-5-71-226-78          | weitere Bilder |

### Untereschenbach
| Lage                                                                         | Objekt                                      | Beschreibung | Akten-Nr.     | Bild                              |
| ---------------------------------------------------------------------------- | ------------------------------------------- | --- | ------------- | --------------------------------- |
| Untereschenbach 9 (Standort)                                                 | Ehemalige Mühle                             | Zweigeschossiges Gebäude mit Steildach, Fachwerkobergeschoss verputzt, 16./17. Jahrhundert                                         | D-5-71-226-81 | Ehemalige Mühle                   |
| Untereschenbach 11 (Standort)                                                | Wohnstallhaus                               | Eingeschossiger Sandsteinquaderbau mit Steildach, spätes 18. Jahrhundert                                                           | D-5-71-226-82 | Wohnstallhaus                     |
| In Untereschenbach (Standort)                                                | Scheune                                     | Eingeschossiger Satteldachbau, Fachwerk, wohl 17. Jahrhundert                                                                      | D-5-71-226-83 | Scheune                           |
| Untereschenbach 28 (Standort)                                                | Ehemalige Säge- und Getreidemühle           | Zweigeschossiger Satteldachbau, verputztes Fachwerkobergeschoss, 17. Jahrhundert, mit hölzernem Mahlgang teilweise 18. Jahrhundert | D-5-71-226-84 | Ehemalige Säge- und Getreidemühle |
| Untereschenbach 28 (Standort)                                                | Stallgebäude, ehemaliger Pferdestall        | Eingeschossiger Satteldachbau, Sandsteinquader, wohl 18. Jahrhundert                                                               | D-5-71-226-84 | BW                                |
| Untereschenbach 28 (Standort)                                                | Mühlgraben                                  | Gequaderte Bachzuleitung am Mühlteich, 18./19. Jahrhundert                                                                         | D-5-71-226-84 | BW                                |
| Breitwiesen, an der Straße nach Hergersbach, 50 m nach der Brücke (Standort) | Steinkreuz                                  | Mittelalterlich mit Svastika | D-5-71-226-85 | Steinkreuz                        |
| In Untereschenbach (Standort)                                                | Evangelisch-lutherische Kirche St. Nikolaus | Chorturmkirche, 14. Jahrhundert, im 17. Jahrhundert verändert, Chorturm mit Spitzhelm; mit Ausstattung                             | D-5-71-226-80 | weitere Bilder                    |
| Untereschenbach (Standort)                                                   | Ehemalige Kirchhofbefestigung               | Bruchsteinummauerung, mittelalterlich                                                                                              | D-5-71-226-80 | BW                                |
| Untereschenbach (Standort)                                                   | Grabsteine                                  | 20. Jahrhundert | D-5-71-226-80 | BW                                |

### Veitsaurach
| Lage                       | Objekt                            | Beschreibung | Akten-Nr.     | Bild                  |
| -------------------------- | --------------------------------- | --- | ------------- | --------------------- |
| Veitsaurach (Standort)     | Katholische Pfarrkirche St. Vitus | Chorturmkirche, Turm bezeichnet „1512“, Saalbau 1622, Umbau und Erweiterung des Langhauses in neugotischen Formen 1880; mit Ausstattung | D-5-71-226-86 | weitere Bilder        |
| Veitsaurach (Standort)     |                                   | Friedhof | D-5-71-226-86 | BW                    |
| Veitsaurach (Standort)     | Kirchhofbefestigung               | im Kern mittelalterlich, mit Grabsteinen                                                                                                | D-5-71-226-86 | BW                    |
| Veitsaurach K 5 (Standort) | Pfarrhaus                         | Zweigeschossiger massiver Satteldachbau, um 1700                                                                                        | D-5-71-226-87 | weitere Bilder        |
| Veitsaurach K 5 (Standort) | Nebengebäude, Scheune             | Eingeschossiger Satteldachbau, Natursteinmauerwerk, mit Fachwerkgiebel, wohl um 1800                                                    | D-5-71-226-87 | Nebengebäude, Scheune |

### Winkelhaid
| Lage                     | Objekt                                  | Beschreibung | Akten-Nr.     | Bild                                    |
| ------------------------ | --------------------------------------- | --- | ------------- | --------------------------------------- |
| Winkelhaid 2 (Standort)  | Bauernhaus                              | Zweigeschossiger Satteldachbau, Fassadengliederung mit späthistoristischen Elementen, Anfang 20. Jahrhundert                                                                                       | D-5-71-226-94 | Bauernhaus                              |
| Winkelhaid 6 (Standort)  | Bauernhaus mit Nebengebäude             | Zweigeschossiger Satteldachbau, mit kurzem Schopf, Sandsteinquader, teilweise verputzt, bezeichnet „1782“ Nebengebäude, eingeschossiger Satteldachbau, mit Ladeluke, Sandsteinquader, wohl um 1800 | D-5-71-226-91 | Bauernhaus mit Nebengebäude             |
| In Winkelhaid (Standort) | St. Marienkapelle                       | Kleiner Satteldachbau, Sandsteinquader, mit Dachreiter, erbaut 1875; mit Ausstattung | D-5-71-226-89 | St. Marienkapelle                       |
| In Winkelhaid (Standort) | Kriegerdenkmal für den Ersten Weltkrieg | Mit bekrönender nackter Kriegerfigur, um 1925 | D-5-71-226-90 | Kriegerdenkmal für den Ersten Weltkrieg |

## Ehemalige Baudenkmäler
In diesem Abschnitt sind Objekte aufgeführt, die früher einmal in der Denkmalliste eingetragen waren, jetzt aber nicht mehr. Objekte, die in anderem Zusammenhang also z. B. als Teil eines Baudenkmals weiter eingetragen sind, sollen hier nicht aufgeführt werden. Aktennummern in diesem Abschnitt sind ehemalige, jetzt nicht mehr gültige Aktennummern.

| Lage                                                       | Objekt                                                            | Beschreibung                                                                                            | Akten-Nr.     | Bild                   |
| ---------------------------------------------------------- | ----------------------------------------------------------------- | --- | ------------- | ---------------------- |
| Bertholdsdorf Bertholdsdorf 44 (Standort)                  | Wohnstallhaus                                                     | Eingeschossiger verputzter Bau mit dreigeschossigem Giebel und Stichbogenportal, bezeichnet 1765        | D-5-71-226-57 | BW                     |
| Brunn (Standort)                                           | Scheune                                                           | Massivbau mit Fachwerkgiebel, wohl um 1800                                                              | D-5-71-226-96 | BW                     |
| Brunn In Brunn (Standort)                                  | Kellerbau                                                         | 19. Jahrhundert                                                                                         | D-5-71-226-61 | BW                     |
| Brunn (Standort)                                           | Gemeindehäuschen, ehemaliges Armenhaus bzw. Wohnhaus des Schäfers | Massivbau, 18. Jahrhundert                                                                              | D-5-71-226-62 | BW                     |
| Hergersbach Hergersbach 26 (Standort)                      | Wohnstallhaus eines ehemaligen Bauernhofes                        | Eingeschossiger Steildachbau, massiver Quaderbau mit Fachwerkgiebel, bezeichnet „1846“                  | D-5-71-226-93 | weitere Bilder         |
| Hergersbach Hergersbach 26 (Standort)                      | Scheune                                                           | Eingeschossiger Satteldachbau, mit Fachwerkteilen, wohl 18. Jahrhundert, Erweiterung im 19. Jahrhundert | D-5-71-226-93 | weitere Bilder         |
| Hergersbach Hergersbach 26 (Standort)                      | Hofmauer                                                          | Erhaltene Teile, 18./19. Jahrhundert                                                                    | D-5-71-226-93 | BW                     |
| Lanzendorf Reute; am Feldweg 1000 m nordöstlich (Standort) | Sogenannter Hirschtrog                                            | Wohl Fassung für Steinkreuz der Ortschaft                                                               | D-5-71-226-69 | Sogenannter Hirschtrog |
| Winkelhaid Winkelhaid 36 (Standort)                        | Wohnstallhaus                                                     | Eingeschossiges Gebäude mit Steildach, Sandsteinquader, mit Trockenluken, bezeichnet „1860“             | D-5-71-226-95 | weitere Bilder         |
| Winterhof Winterhof 3 (Standort)                           | Wohnstallhaus                                                     | Eingeschossig, Fachwerkgiebel, 18./19. Jahrhundert                                                      | D-5-71-226-92 | BW                     |

## Abgegangene Baudenkmäler
In diesem Abschnitt sind Objekte aufgeführt, die früher einmal in der Denkmalliste eingetragen waren, jetzt aber nicht mehr existieren, z. B. weil sie abgebrochen wurden. Aktennummern in diesem Abschnitt sind ehemalige, jetzt nicht mehr gültige Aktennummern.

| Lage                                 | Objekt        | Beschreibung | Akten-Nr.      | Bild |
| ------------------------------------ | ------------- | --- | -------------- | ---- |
| Windsbach Kolbenstraße 20 (Standort) | Wohnhaus      | zweigeschossiger, giebelständiger Satteldachbau mit Fachwerkobergeschoss und -giebel, dendro.dat. 1738/39                     | D-5-71-226-107 | BW   |
| Windsbach Kolbenstraße 26 (Standort) | Wohnhaus      | Zweigeschossiges Satteldachhaus, massiv, Mitte 19. Jahrhundert                                                                | D-5-71-226-41  | BW   |
| Kugelmühle Kugelmühle 23 (Standort)  | Mühlengebäude | Zweigeschossiger Satteldachbau mit Anbau, Mühlenteil in Quaderwerk, 18. Jahrhundert, Mahlwerk, wohl um 1900; 2012 abgebrochen | D-5-71-226-68  | BW   |
| Kugelmühle Kugelmühle 23 (Standort)  | Nebengebäude  | Eingeschossiger Satteldachbau, 19. Jahrhundert; 2012 abgebrochen                                                              | D-5-71-226-68  | BW   |
| Wernsmühle Wernsmühle 3 (Standort)   | Wohnhaus      | Zweigeschossiger massiver Walmdachbau, 18. Jahrhundert                                                                        | D-5-71-226-88  | BW   |